# Avstralska megafavna
Avstralska megafavna ali favna velikih vrst obsega živalske vrste v Avstraliji, ki so opredeljene kot velike vrste s telesno maso večjo od 45 kg, oz. enake ali večje za 30 % od telesne mase svojih najbližjih živih sorodnikov . Mnogo takih vrst je izumrlo v pleistocenu  ( 16.100 ± 100 - 50.000 let pred našim štetjem ).

Vzrok za izumrtje je sporen in je še vedno aktivno raziskovalno področje, kjer  politika in ideologija pogosto prevlada nad znanstvenimi dokazi. Ena izmed hipotez je, da je prihod ljudi pred približno 48,000-60,000 leti, njihov lov in uporaba ognja in s tem obvladovanje okolja, morda prispeval k izumrtju megafavne. Povečana izsušitev okolja na vrhuncu poledenitve ( pred približno 18.000 leti ) je prav tako lahko prispevala k izumrtju megafavne. Nekateri zagovorniki te hipoteze trdijo, da je sama sprememba v ozračju povzročila izumrtje, vendar le ti morajo upoštevati tudi dejstva, da je favna velikih vrst  udobno preživela dva milijona let vremenskih nihanj, vključno s številnimi sušnimi ledeniškimi obdobji , pred nenadnm izumrtjem.

## Živeča avstralska megafavna
Izraz megafavna se običajno uporablja za velike živali ( nad 100 kg ). V Avstraliji pa megafavna ni nikoli bila tako velika kot tista na drugih celinah, zato se pogosto uporablja milejše merilo ( več kot 40 kg ).

### Sesalci
Rdeči kenguru ( Macropus rufus ) je zelo velik kenguru s kratko, rdeče -rjavo dlako , ki zbledi v bližini okončin.

Vzhodni sivi kenguruji ( Macropus giganteus ) so populacija nekaj milijonov vrečarjev najdenih v južni in vzhodni Avstraliji.

Antilopin kenguru ( Macropus antilopinus ), včasih imenovan antilopin valaruj ali antilopin valabij, je vrsta kenguruja, ki živi v  severni Avstraliji, na polotoku Cape York v Queenslandu.

Vzhodni valaruji ( Macropus Robustus ), imenovani tudi hribovski valaruji, so običajno nahajajo  v različnih življenjskih okoljih kot so gozdovi, puščave in travniki . 
Navadni vombat ( Vombatus ursinus ) lahko doseže 25-40 kg. Uspeva v vzhodni Avstraliji in na Tasmaniji, ima raje zmerne gozdove in visokogorske regije.

### Ptice
Emu
Kazuar